# Saint-Bresson, Gard
Saint-Bresson är en kommun i departementet Gard i regionen Occitanien i södra Frankrike. Kommunen ligger i kantonen Sumène som tillhör arrondissementet Le Vigan. År 2022 hade Saint-Bresson 71 invånare.

## Befolkningsutveckling
Antalet invånare i kommunen Saint-Bresson
Referens:INSEE